# 高雄市私立華德高級工業家事職業學校
華德學校財團法人高雄市華德高級工業家事職業學校，簡稱華德工家是一所位於高雄市茄萣區的技術型高級中等學校。

## 科系
- 飛機修護科
- 資訊管理科
- 汽車修護科
- 餐飲管理科
- 烘焙科
- 時尚造型科

## 校史
- 1968年秋，前省立高雄工業職業學校校長徐佳傑先生因鑑於台灣省自實施耕者有其田政策後，工業發展迅速，急需人才。就商於鄭介民上將夫人柯漱芸女士，前台糖公司農業工程處處長江鴻博士，前高雄縣議會議長陳清文先生，乃邀請熱心教育人士謝鐘銓、馬電飛、徐震、張真、苗華慶、吳伯俊、龍德敷、魏詠枝等組織籌備委員會，草擬創校計劃書並籌集基金。
- 1969年6月底，奉台灣省政府教育廳准予籌設。
- 1969年8月15日，奉台灣省政府教育廳函准予立案，9月16日學校准予立案，設機工、化工、電工、電子四科。
- 1972年，增附設進修補習學校，設機工、電工、電子三科。
- 1979年，增紡織科。
- 1981年，補校增紡織科。
- 1983年，增汽車修護科。
- 1984年，補校設立汽車修護科。
- 1985年，日、補校紡織科改調設為服裝縫製科。
- 1986年，增設美容科。
- 1986年秋，奉准改制為工業家事職業學校。
- 1988年，設幼兒保育科。
- 1991年，將原電工科改調設為資訊科。
- 1998年，設立綜合高中與餐飲管理科。
- 2001年，增設流通管理科。
- 2011年，增設烘焙科。
- 2014年10月，更名為華德學校財團法人高雄市華德工業家事職業學校。
- 2017年，綜合高中廢除
- 2017年，開始招收海外華僑學生 成立僑生專班 開班經費由僑務委員會支援
- 2017年，設飛機修護科。
- 2017年，現有科系有汽車科、資訊科、飛機修護科、餐飲科、烘焙科、時尚科 僑生專班對外開放資訊科，餐飲科供僑生就讀
- 迄今本校工業類設有：汽車、資訊、飛修三科。家事類設有：時尚照型科,烘焙科。商業類設有餐飲管理

## 外部連結
- 華德工家
- 高雄市私立華德高級工業家事職業學校在台灣棒球維基館上的頁面（繁體中文）
- （页面存档备份，存于）